# 高新明
高新明，現任帆宣系統科技董事長兼執行長，是少數半導體界的女性 CEO 之一。  在創業之前，曾在工研院任職，於1986年創辦帆宣，並邀請工研院的同事與他一起打拼。跟著台灣的半導體產業一起成長。 帶領公司走過 35 年的時間，由零件設備代理轉型為廠務建設與系統整合大廠，引進國內半導體、光電相關產業發展所需的尖端設備與技術，進而成為眾多國際半導體大廠的供應鏈廠商。同時擔任台灣智慧城市發展協會 理事長、文曄科技(股)公司 董事、泰詠電子(股)有限公司 董事、勵威電子(股)公司 監察人。

## 獲得獎項
高新於2023年榮獲台灣頒發的《安永企業家獎》年度大獎得主與【優化共榮企業家獎】得主，並將於2024年6月代表臺灣與世界各國的年度大獎得主共同角逐《安永世界企業家大獎》殊榮。

## 早年生活與教育
高新明畢業於中興大學合作經濟系，台灣大學EMBA國際企業管理組碩士。並在第一份工作時認識她先生宋朝欽，婚後不久，生下一對子女。